# Cedric Maake
Maoupa Cedric Maake (nascido em 1965, também conhecido como Wemmer Pan Killer) foi um assassino em série da África do Sul. Matou, pelo menos, 27 pessoas entre 1996 e 1997.

## Crimes
Maake é conhecido como "Wemmer Pan Killer" (Assassino de Wemmer Pan) porque foi na área de Johannesburgo onde conheceu a maior parte das suas vítima, começando em abril de 1996. Ao início, a Unidade de homicídios e roubos Sul Africana da Polícia, a unidade responsável por investigar assassinos em série na área de Johannesburgo, não associou os crimes, acreditando que eram trabalho de dois assassinos em separado devido à diferença entre o modus operandi. Durante a investigação dos assassinatos de Maake, foram criados dois perfis de assassino: um para o assassino de Wemmer Pan e outros para os assassinatos de Hammer.
Os crimes de Wemmer Pan envolviam vários padrões nas vítimas. Os primeiros eram homens e mulheres que caminhavam sozinhos nos quais Maake batia com pedras, até à morte. O segundo grupo de vítimas de Wemmer Pan eram casais em carros perto da área de Wemmer Pan que Maake assaltava, atirando nos homens e violando as mulheres.

O segundo perfil que a polícia criou envolvia assassinatos de alfaiates na área circundante, mortos nos seus estabelecimentos com martelos. A ligação entre os assassinatos e os crimes de Wemmer Pan foram feitos pelo inspetor Piet Byleveld a 12 de janeiro de 1998. Maake levou Byleveld a uma loja de penhores em La Rochelle, a sul de Johannesburgo onde vendeu a bicicleta de Gerhard Lavoo, uma das vítimas de Wemmer Pan.

## Prisão
Maake foi preso em dezembro de 1997 como suspeito dos assassinatos de Wemmer Pan e premeditação dos mesmos. Cooperou com a polícia em várias ocasiões, levando-os à localização dos crimes. A informação gerada por esta via foi mais tarde usada no Sistema de Informação Geográfico e nos mapas de crime, para providenciar diagramas sobre localizações geográficas dos assassinatos. O julgamento foi um dos primeiros onde foi usada esta tecnologia para condenar alguém.
Maake foi acusado de 36 assassinatos, 28 tentativas, 15 violações, 46 roubos e outras ofensas relacionadas com a posse de armas de fogo e munições. No tribunal, Maake deu-se como inocente de todas as acusações. Um mês depois da sua prisão confessou os assassinatos do martelo.
Em 6 de setembro de 2000 foi condenado por 27 assassinatos, 26 tentativas, 14 violações 41 roubos e muitas outras ofensas. Foi considerado culpado por 114 de 134 acusações e foi sentenciado a 27 prisões perpétuas (uma prisão perpétua por cada assassinato) mas 1159 anos e 3 meses de prisão. No total, a sua sentença foi 1340 anos de prisão. 
Cedric Maake foi personagem numa série de 13 episódios chamada Mentes Criminosas de Malcolm Gooding.